# ماغالوف
ماغالوف هو منتجع سياحي شهير يقع في جزيرة ميورقة يستقطب سياح من روسيا،بريطانيا،أيرلندا،ألمانيا والدول الأسكندنافية.